# More Than Words Can Say
«More Than Words Can Say» (también conocida como «(I Need You Now) More Than Words Can Say» con fines promocionales) es una canción de la banda de rock canadiense Alias. Fue lanzado en septiembre de 1990 como el segundo sencillo de su álbum debut homónimo. "More Than Words Can Say" fue escrita, arreglada y coproducida por el ex vocalista de Sheriff, Freddy Curci y el guitarrista Steve DeMarchi.   
En 1989 la banda disuelta Sheriff había alcanzado el número uno con "When I'm with You". Sintiendo la necesidad de seguir el éxito, y como  los otros miembros de la banda se habían negado a reunirse, Curci y DeMarchi se unieron al guitarrista Roger Fisher, el bajista Steve Fossen y el baterista Mike Derosier para formar Alias. Esta melodía, con sorprendentes similitudes con "When I'm with You" (incluyendo una última nota sostenida), fue el resultado.
En los Estados Unidos se convirtió en un éxito llegando al número 2 del Billboard Hot 100 y de la lista Adult Contemporary. En Canadá alcanzó el número 1 y permaneció allí durante cuatro semanas. "More Than Words Can Say" logró entrar en las listas de Australia y Nueva Zelanda, alcanzando el número 30 y el número 37 respectivamente. 

## Lista de canciones
sencillo 7" (Capitol Records – 016-2041197B)
A "More Than Words Can Say" – 3:53
B "Say What I Want To Say" – 4:44
maxi 12 (Capitol Records – 12EM 168)
A "More Than Words Can Say" – 3:53
B1 "Say What I Want To Say" – 4:44
B2 "Who Do You Think You Are?" - 4:10

## Posicionamiento en listas
| Lista (1990-1991)                   | Máxima posición |
| ----------------------------------- | --------------- |
| Australia (ARIA)                    | 30              |
| Canadá (RPM Top Singles)            | 1               |
| Canadá (RPM Adult Contemporary)     | 1               |
| Estados Unidos (Billboard Hot 100)  | 2               |
| Estados Unidos (Adult Contemporary) | 2               |
| Nueva Zelanda (Recorded Music NZ)   | 37              |